# Heimschule Lender
Die Heimschule Lender in Sasbach im Ortenaukreis ist eine staatlich anerkannte, katholische Privatschule der Schulstiftung der Erzdiözese Freiburg.

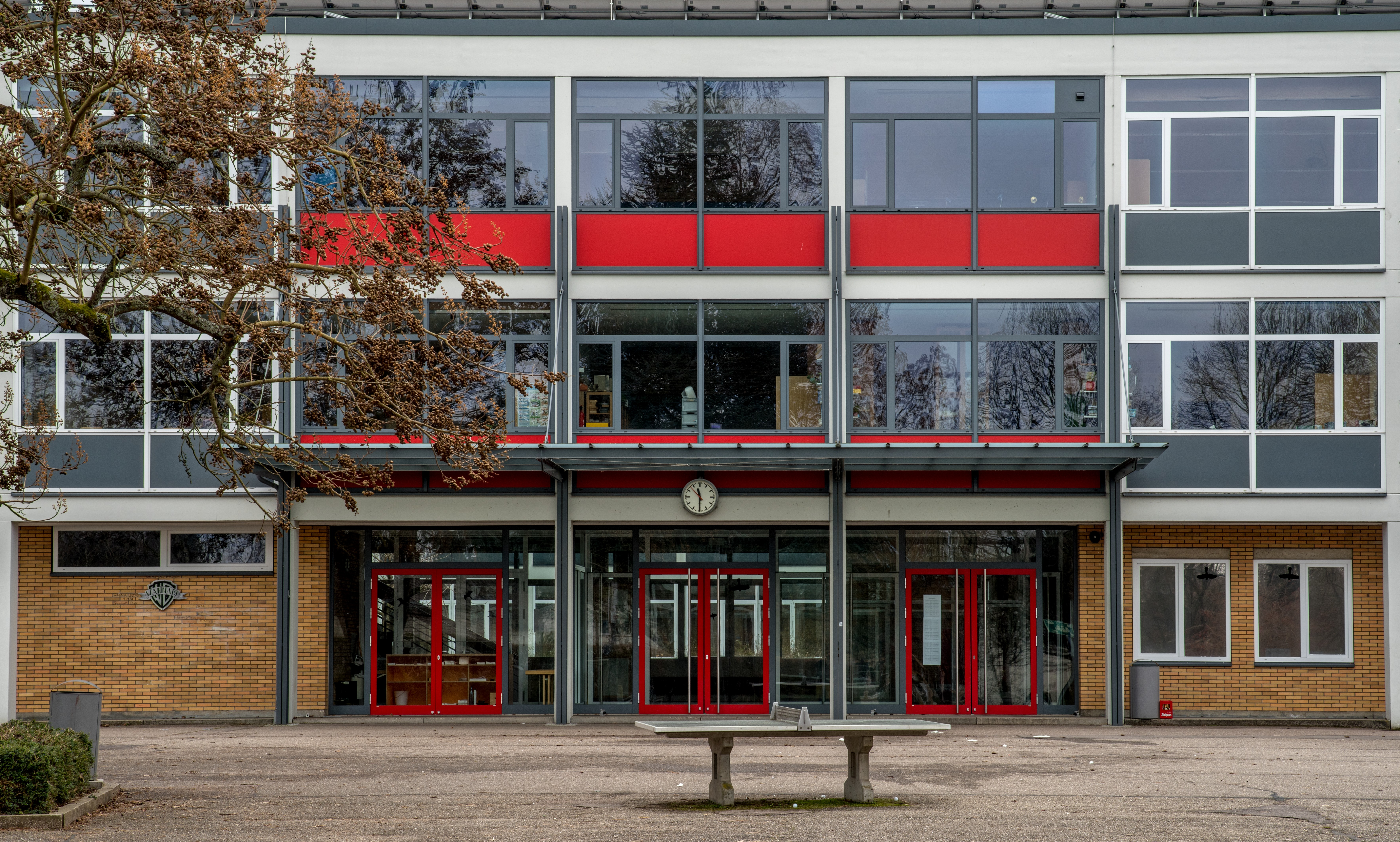

## Geschichte
Die Schule wurde vom Prälaten Franz Xaver Lender im Jahre 1875 als „Lendersche Lehranstalt“ gegründet. Der Geist der Schule spiegelt sich wider im Sinnspruch über dem alten Eingang an der B 3: Initium sapientiae timor Domini. Damals war sie vor allem zur Heranbildung künftiger Priesterseminaristen gedacht. 1977 hatte die Schule noch 1.400 Schüler. Heute wird die Schule von etwa 1.300 Schülern besucht. Das Internat wurde 2001 geschlossen. Zur Schule zählen Gymnasium, Wirtschaftsgymnasium, Sozialwissenschaftliches Gymnasium und Tagesheim. Das ehemals ebenfalls angeschlossene Kolleg St. Pirmin, dessen Aufgabe die Vorbereitung von Spätberufenen auf das Theologiestudium war, wurde 2016 geschlossen und die Gebäude 2017 abgerissen. Nach dem Ort Sasbach werden die Alumni der Heimschule Lender als Altsasbacher bezeichnet.

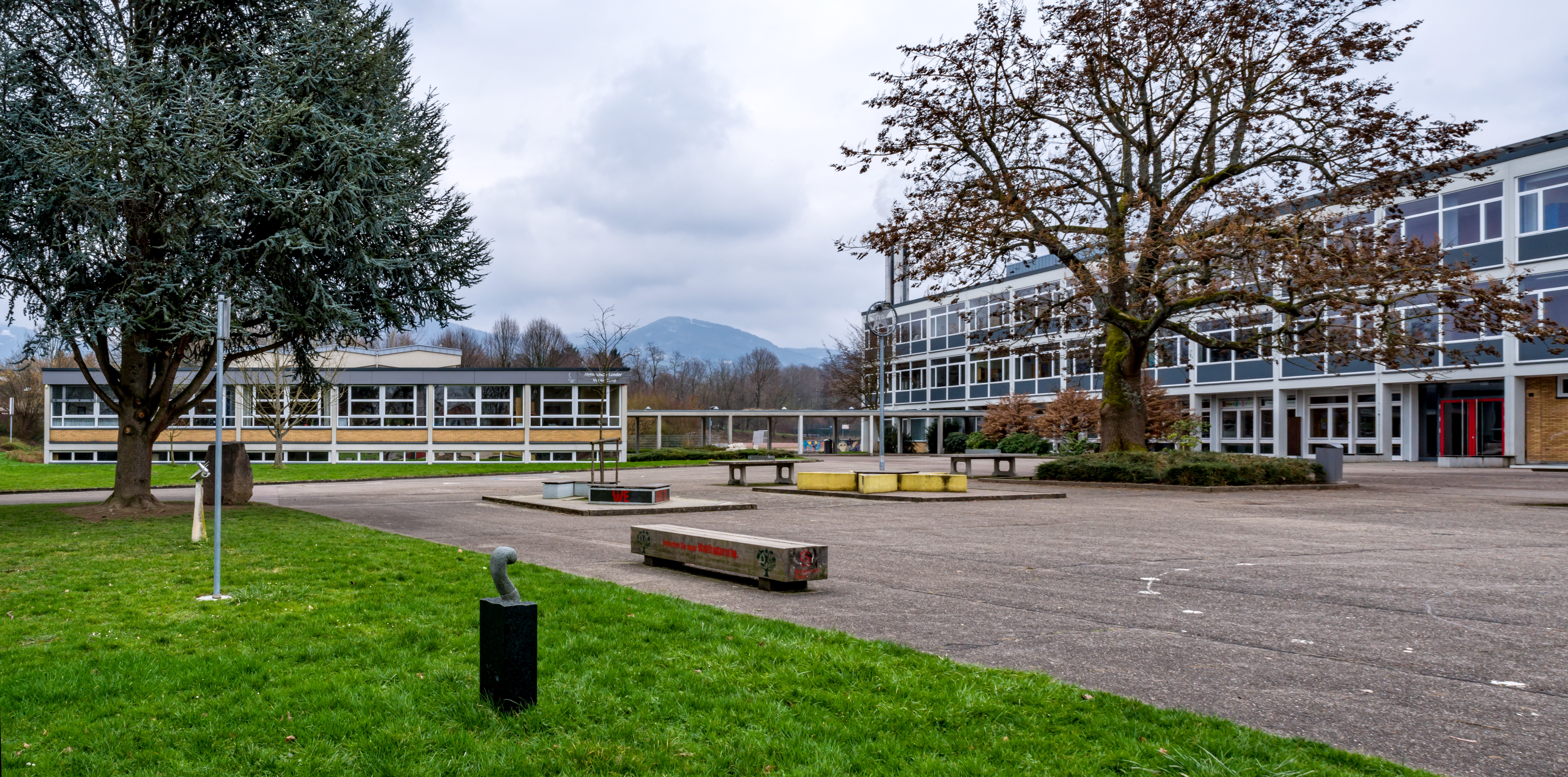

## Bildungsangebot
Die Schule hat einen humanistischen und neusprachlichen Schwerpunkt mit den Fremdsprachen (Griechisch, Latein, Englisch, Französisch und Spanisch). Weiterhin verfügt die Schule über einen Musikzug (verstärkter Musikunterricht in den Klassen 5–7 sowie Musik später ab Klasse 8 als Profilfach). Seit dem Schuljahr 2006/2007 existiert das NwT-Profil (Naturwissenschaft und Technik) und seit dem Schuljahr 2018/19 das IMP-Profil (Informatik, Mathematik und Physik). Zu den außerunterrichtlichen Arbeitsgemeinschaften gehören über zehn Musik-Arbeitsgemeinschaften, drei Theatergruppen, die Mountainbike-AG und viele mehr. Seit dem Schuljahr 2005/2006 verfügt die Heimschule Lender mit dem Kulturhaus Lender über eine weitere Einrichtung mit Proben- und Atelierräumen für Kunst, Musik und Theater. Die Heimschule Lender ergänzt sich so mit dem benachbarten Gymnasium Achern, dessen Schwerpunkt im Bereich Kunst liegt.
Seit 1990 verfügt die Heimschule Lender zudem über ein Wirtschaftsgymnasium. Dessen Gründung und Wachstum beruht vor allem auf der Initiative von Studiendirektorin Manuela Schweer (* 12. März 1960; † 30. November 2008). Zum Schuljahr 2012/2013 wurde ein Sozialwissenschaftliches Gymnasium eingerichtet.

## Bekannte Altsasbacher
- Augustin Kardinal Bea SJ (1881–1968), Kurienkardinal
- Alfons Beil (1896–1997), Monsignore, Kirchenreformer, Autor
- Hermann Neuberger (1919–1992), DFB-Präsident von 1975 bis 1992
- Meinrad Schaab (1928–2000), Historiker
- Bernhard Friedmann (1932–2021), ehemaliger Präsident des Europäischen Rechnungshofes
- Oskar Saier (1932–2008), Freiburger Erzbischof von 1978 bis 2002
- Klaus Reinhardt (1935–2014), Dogmatiker
- Hermann Häring (* 1937), Theologieprofessor
- Franz Alt (* 1938), Journalist und Buchautor
- Fidelis (Gerhard) Ruppert (* 1938), Abt der Abtei Münsterschwarzach von 1982 bis 2006
- Michael Hund (* 1946), Vizepräsident des Bundesverwaltungsgerichts
- Elmar Hörig (* 1949), Radio- und Fernsehmoderator
- Hugo A. Katus (* 1951), Kardiologe und Universitätsprofessor
- Markus W. Büchler (* 1955), Chirung und Universitätsprofessor
- Ellen Mundinger (* 1955), Hochspringerin
- Matthias Reinschmidt (* 1964), Biologe und Direktor des Zoologischen Stadtgartens Karlsruhe
- Holger Nell (* 1966), Jazzmusiker, Schlagzeuger und Professor
- Matthias Bertsch (* 1966), Musikwissenschaftler und Universitätsprofessor
- Kai Karsten (* 1968), Hörfunkmoderator
- Jelka Weber (* 1971), Flötistin
- Julia Theres Held (* 1977), Journalistin und TV-Moderatorin
- Simone Mühl, Vorderasiatische Archäologin
- Manuel Tabor (* 1981), Politiker (CDU)